# Psoloptera locotmemica
Psoloptera locotmemica là một loài bướm đêm thuộc phân họ Arctiinae, họ Erebidae.